# Hermeville
Hermeville – miejscowość i gmina we Francji, w regionie Normandia, w departamencie Sekwana Nadmorska.
Według danych na rok 1990 gminę zamieszkiwało 357 osób, a gęstość zaludnienia wynosiła 94 osoby/km² (wśród 1421 gmin Górnej Normandii Hermeville plasuje się na 565. miejscu pod względem liczby ludności, natomiast pod względem powierzchni na miejscu 784.).